# Five by Five (Angel)
Five by Five conocido en América Latina como Matame y en España como La Cazadora. Es el décimo octavo episodio de la primera temporada de la serie de televisión estadounidense Ángel. Escrito por Jim Kouf y dirigido por James A. Contner. El episodio se estrenó originalmente el 25 de abril del año 2000. En este episodio Ángel debe enfrentarse a la descarrilada cazavampiros Faith quien ha venido a la ciudad para hacer de las suyas luego de despertar de su coma y comienza a trabajar para Wolfram&Hart. 

## Argumento
Faith llega a la ciudad de Los Ángeles dispuesta hacer del lugar su nuevo hogar luego de la terrible experiencia que pasó al intentar robarle literalmente la vida a Buffy en Sunnydale. Mientras tanto Ángel sigue luchando contra la firma de abogados Wolfram&Hart al convencer a un testigo de testificar contra uno de los clientes de la firma. 
Como respuesta ante esto, los abogados Lindsey McDonald, Lilah Morgan y Lee Mercer contratan a Faith para que asesine a Ángel, prometiéndole que se asegurarán de borrar su historial de crimines cometidos en Sunnydale y pagarle con fuertes sumas de dinero. La cazampiros acepta el trabajo y trata de asesinar al vampiro en un lugar público y luego en sus oficinas para llamar su atención y darle a entender que tiene otras motivaciones detrás de aceptar el empleo que los abogados le otorgaron.
Al estarse enfrentando a Faith quien en si le recuerda su propia vida pasada, Ángel comienza a recordar su pasado nuevamente: En sus recuerdos Ángel recuerda la última noche que fue Ángelus al asesinar a una princesa Gitana que se le fue otorgada a manera de regalo por Darla, ignorando que era altamente estimada por su gente quienes en venganza le lanzan un hechizo al vampiro responsable de exterminarla. A la noche siguiente Darla encuentra con desprecio que su adorado "hijo" tiene un alma y amenaza con matarlo. Solo y arrepentido por todas las muertes que causó en sus días como un malvado vampiro, Ángel intenta alimentarse de seres humanos, pero su conciencia no le deja arrebatar una vida humana nunca más. 
En el presente, Faith ataca a Cordelia y secuestra y tortura a Wesley con tal de provocar a Ángel. El vampiro rastrea a Faith con ayuda de un malherida Cordelia y llega al apartamento antes que la cazavampiros pueda acabar con su exvigilante. Ambos comienzan una feroz y violenta batalla en la que Ángel lentamente deja de defenderse ante el descontento de Faith quien revela que lo único que quiere es que el vampiro la mate y cae llorando ante los brazos de Ángel, mientras son observados por Wesley quien se disponía a apuñalar a la cazavampiros.

## Elenco
- David Boreanaz como Ángel.
- Charisma Carpenter como Cordelia Chase.
- Alexis Denisof como Wesley Wyndam Pryce.

## Producción
El productor Tim Minear explicó que, dado que el escritor Jim Kouf trabajó en varias "películas destacadas", acabó adquiriendo la costumbre de "escribir escenas que no son posibles de producir en un show de televisión porque requieren de mucho más dinero." Kouf indicó que debía llover en la batalla final entre Ángel y Faith, pero Minear decidió que la lluvia era muy cara, es "una complicación técnica que hará de la filmación imposible." No obstante, la noche que comenzamos a filmar la escena fue "la primera noche de una tormenta enorme y torrencial que nos duro varios días," dice Minear.
Mike Massa, el doble de David Boreanaz, explicó que los triquetes - que se retraen a alta velocidad - fueron usados durante la filmación de la pelea entre Ángel y Faith para lanzar a los personajes a través de la habitación.

## Continuidad
- Este episodio tiene un crossover con la cuarta temporada de Buffy la cazavampiros, pues se encuentra ubicado cronológicamente después del episodio: ¿Quién eres tú? donde se ve a Faith huyendo de Sunnydale. También marca el comienzo de la rehabilitación de Faith hasta su reaparición en la última temporada de Buffy.
- Este episodio también muestra de cerca la tortura que sufrió Ángel como un vampiro que acaba de ganar su alma por primera vez.
- Ángel menciona brevemente que intentó ayudar a Faith a no hundirse en el abismo del mal pero que su plan no funcionó por intervención de Wesley. Esto es una referencia a lo ocurrido en el episodio Consecuencias.
- Investigaciones Ángel y Wolfram&Hart inician su rivalidad por primera vez.

## Recepción
The Futon Critic lo nombró el décimo mejor episodio de 2000, exclamando "Su demencia [de Faith] en show fue uno de los momentos mas conmovedores y dolorosamente realistas dejando una de las marcas mas impresionantes de los 2000."